# Benoît Giasson
Benoît Giasson (Montréal, 4 dicembre 1964) è un ex schermidore canadese.

## Biografia
Ha partecipato ai Giochi della XXIV Olimpiade di Seul nel 1988 ed ai Giochi della XXV Olimpiade di Barcellona nel 1992.

## Palmarès
In carriera ha conseguito i seguenti risultati:
- Giochi Panamericani:

Indianapolis 1987: argento nel fioretto a squadre.
L'Avana 1991: bronzo nel fioretto a squadre.